# Mario Party: The Top 100
Mario Party: The Top 100 es el decimoquinto videojuego de la saga Mario Party, quinto para consolas portátiles. Es la sexta entrega de la saga en ser desarrollada por Nd Cube y tercero para la consola Nintendo 3DS. Fue lanzado en Estados Unidos el 10 de noviembre de 2017, el 22 de diciembre se lanzó en Europa y Australia, y el 28 de diciembre en Japón.

## Jugabilidad
Mario Party: The Top 100 presenta 100 minijuegos que aparecieron previamente en juegos de la serie Mario Party, todos los cuales están tomados de las entradas de la consola doméstica. La mayoría de los minijuegos se actualizaron visualmente con respecto a los originales. Varios minijuegos que aparecieron en los juegos de Mario Party para Wii fueron reelaborados para funcionar correctamente en la Nintendo 3DS, que carece de los controles de movimiento de la Wii.El juego presenta varios modos de juego; En Minigame Match, organizado por Toad, los jugadores se mueven por un solo tablero de juego al mismo tiempo, con el objetivo de recolectar la mayor cantidad de monedas y estrellas como en títulos anteriores de Mario Party.Minigame Island también está organizado por Toad y consiste en jugar minijuegos preseleccionados para avanzar por un camino lineal en 4 mundos. Championship Battles está organizado por Toadette y consiste en jugar 3 o 5 minijuegos de un paquete seleccionado y el jugador que gana la mayor cantidad de minijuegos es declarado ganador. Decathlon también lo organiza Toadette y consiste en jugar 5 o 10 minijuegos para ver quién consigue más puntos. El juego también incluye un modo de juego libre en el que el jugador puede elegir qué minijuegos jugar.  41 de los 100 minijuegos del juego deben desbloquearse jugando primero en Minigame Island.El juego admite multijugador para hasta cuatro jugadores, ya sea mediante el uso de copias individuales del juego o mediante descarga de 3DS y solo el jugador debe tener una copia del juego.
El juego tiene ocho personajes jugables: Mario, Luigi, Princesa Peach, Princesa Daisy, Wario, Waluigi,  Yoshi y Rosalina.

## Recepción
Según Metacritic, el juego recibió "críticas mixtas o medias".Kirstin Swalley de Hardcore Gamer criticó el juego por presentar un solo mapa de tablero y afirmó que el juego carecía de la "naturaleza compleja y competitiva" de los juegos anteriores.
Matt West de Nintendo World Report consideró que el mapa de un solo tablero era la "mayor decepción" del juego y afirmó que la configuración de control original para algunos minijuegos no se sentía bien en la 3DS.Allegra Frank de Polygon sintió que el modo Minigame Match era superior a Minigame Island, el cual consideraba repetitivo y carente de diversión debido a la ausencia de un mapa del tablero.
Mario Party: The Top 100 vendió 52.181 copias durante su primera semana a la venta en Japón, lo que lo colocó en el puesto número 5 en la lista de ventas de videojuegos de todos los formatos.